# Køkkenmødding

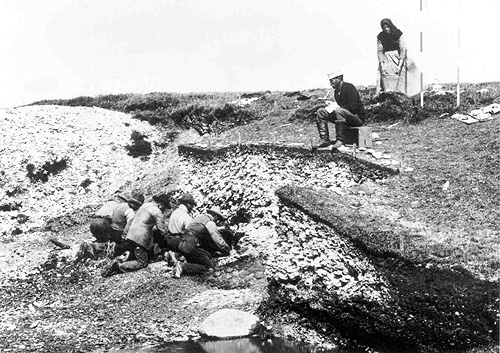
Ausgrabung eines Køkkenmødding der Ertebølle-Kultur am Limfjord, 1890er Jahre

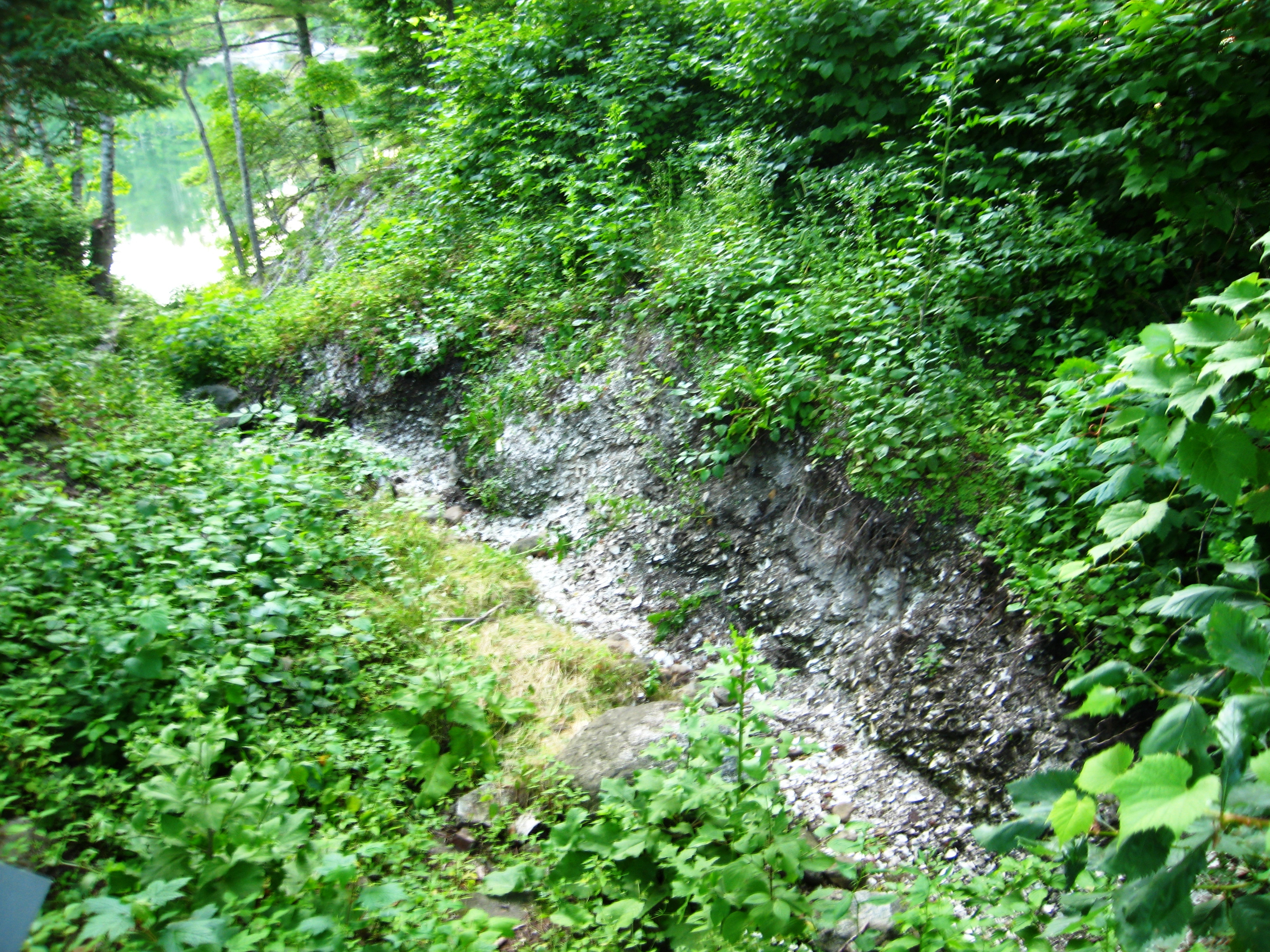
Shell midden von Whaleback, Maine

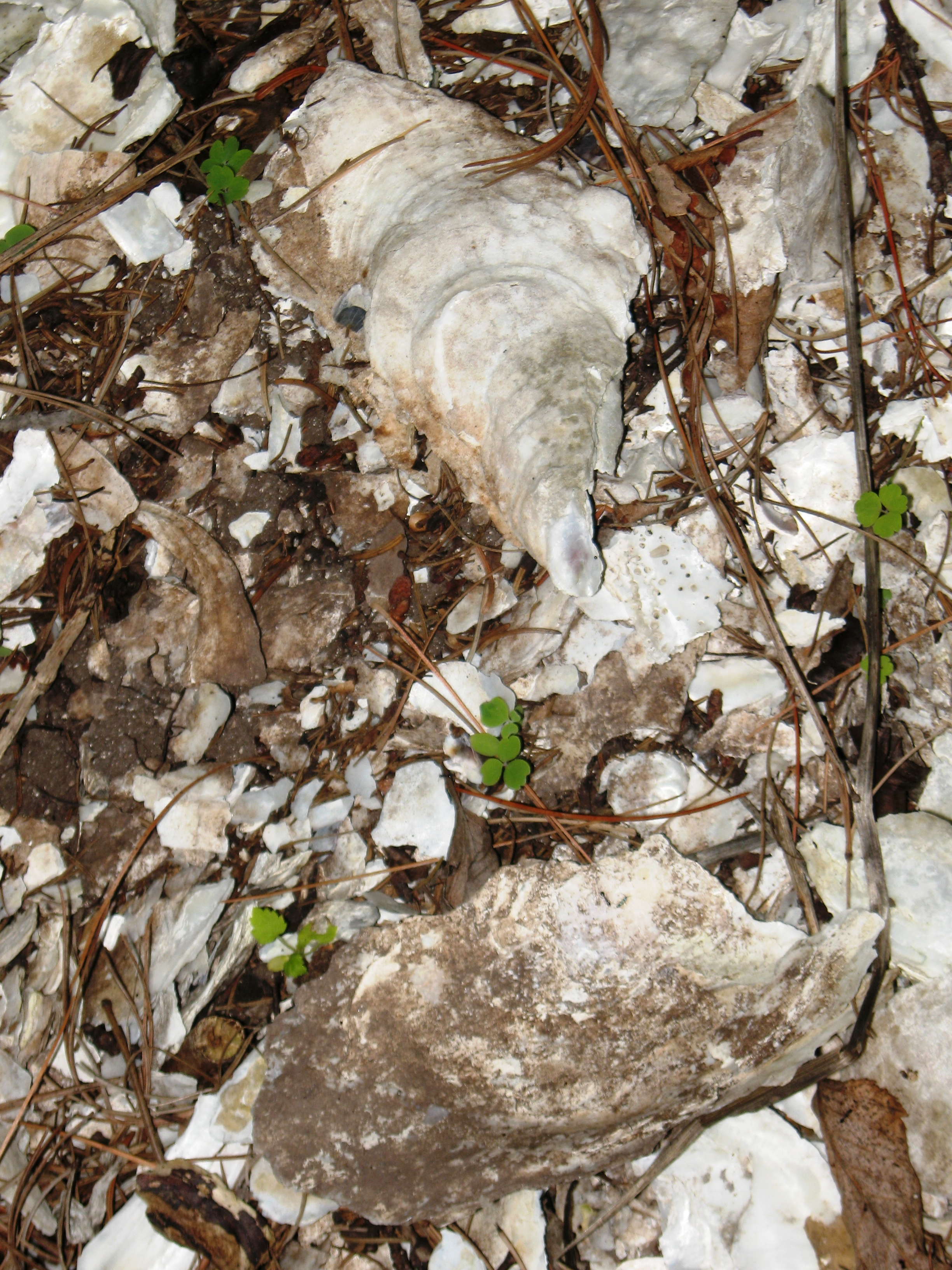
Austernschalen in Whaleback

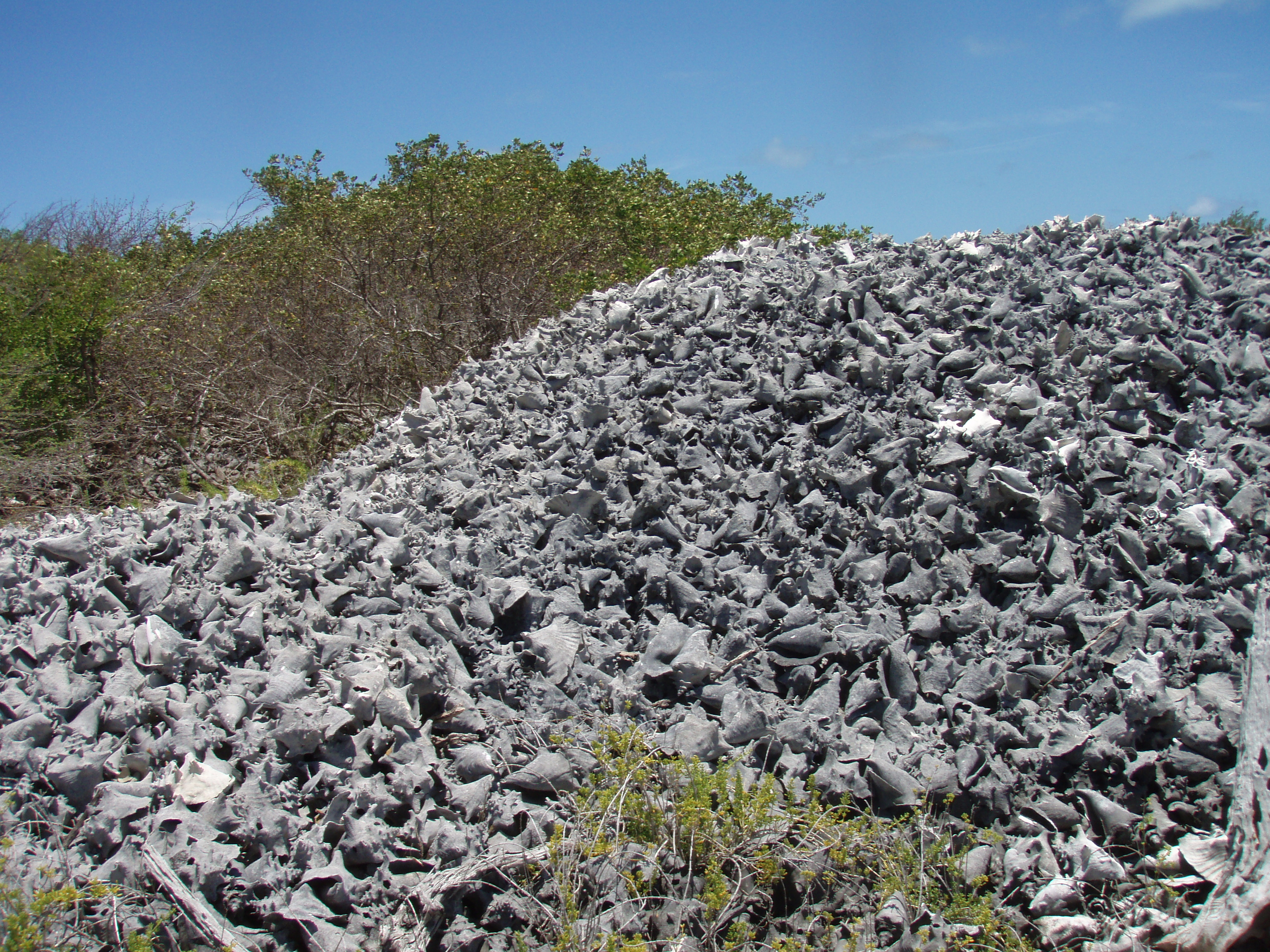
Karibischer Abfallhaufen mit Gehäusen von Lobatus gigas, deren Fleisch gegessen wurde

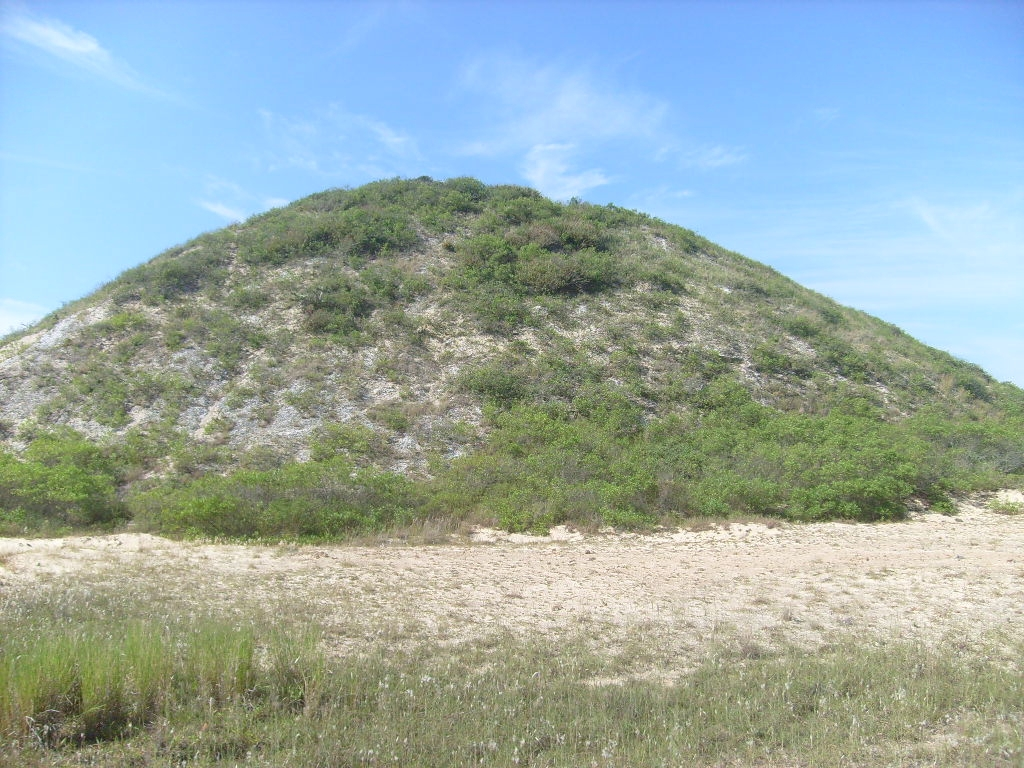
Der 18 m hohe Sambaqui von Figueirinha I in Brasilien

Ein Køkkenmødding (dänisch auch Østersdynger, Østersbunker (Austernhaufen), Affaldsdynger (Abfallhaufen), Skaldynger (Muschelhaufen), deutsch ‚Küchenabfallhaufen‘, Schreibweise gemäß Duden Kjökkenmödding) ist ein prähistorischer Abfallhaufen aus Nahrungsresten wie Muschelschalen und Schneckengehäusen, der oft als Ergebnis der Gezeitenfischerei an Meeres- oder Flussufern entstanden ist.

## Forschungs- und Begriffsgeschichte
Der Begriff Køkkenmødding wurde Mitte des 19. Jahrhunderts von dem dänischen Zoologen Japetus Steenstrup (1813–1897) als Ausdruck für zumeist steinzeitliche Fundhaufen aus Überresten der Meeres- und Malakofauna eingeführt und ist in der kontinental-europäischen Archäologie die gängige Bezeichnung, während sich im anglo-amerikanischen Raum shell midden durchsetzte. Auf Portugiesisch spricht man von sambaqui oder concheiro. Japetus Steenstrup beschäftigte sich seit 1837 mit den Muschelhaufen an der dänischen Küste und begann 1848 einen Disput mit dem Archäologen Jens Jacob Asmussen Worsaae (1821–1885) über die Natur der Køkkenmøddinger, in den auch Johann Georg Forchhammer (1794–1865) eingriff. Steenstrup hielt die Køkkenmøddinger für verlandete Muschelbänke; die Werkzeuge seien von den frühen Menschen bei der Suche nach Austern zurückgelassen worden. Worsaae vermutete dagegen in den Muschelhaufen „eine Art gemeinsamer Essstätte in der Nähe wohnender Stämme aus frühester Vorzeit“. Aus dem Disput resultierte 1850 die Einsetzung einer Untersuchungskommission durch die dänische Regierung. Steenstrup revidierte in der Folge seine Ansichten über die Natur der Køkkenmøddinger. Die Kommission, zu der Forchhammer, Steenstrup und Worsaae gehörten, legte mit dem 1851 vorgelegtem Ergebnis entscheidende Grundlagen für die Erforschung der dänischen Urgeschichte.

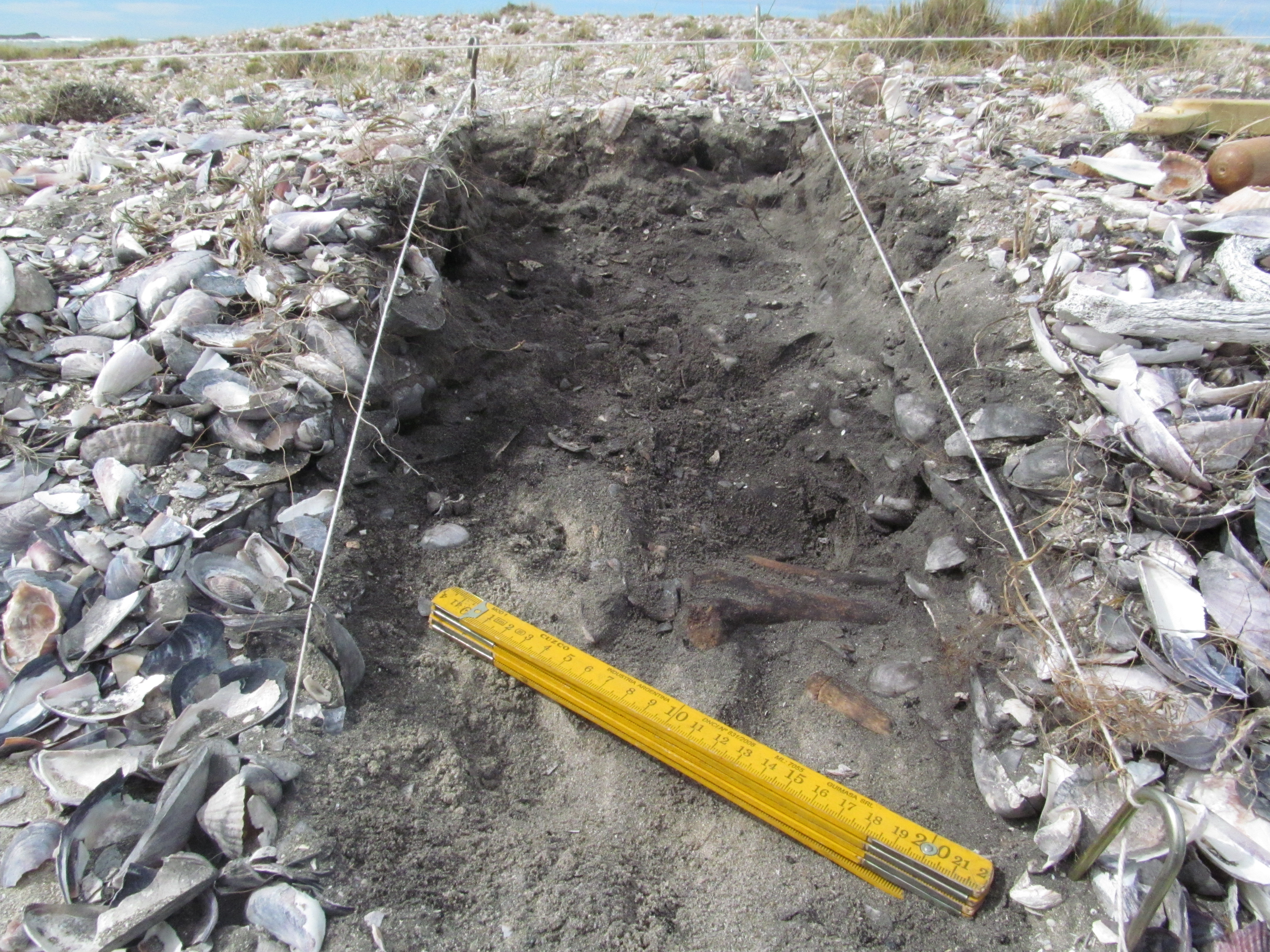
Ausgrabung des Conchero Punta Medanosa

Charles Darwin beschrieb Muschelhaufen in Peru. Ronald Campbell Gunn (1808–1881) 1846 Aboriginal Shell Middens auf Tasmanien. In den USA beschrieb L. Vanuxem 1834 Muschelhaufen in New Jersey. 1863 machte Carlos Ribeiro auf Muschelhaufen bei Muge in Portugal aufmerksam. 1865 grub F. A. Pereira da Costa auf dem Cabeço da Arruda und fand im Muschelhaufen 45 Skelette. Später fand man im Moita do Sebastião Pfostenlöcher.
Edward S. Morses (1838–1925) Untersuchung der Muschelhaufen (kaizuka) von Ōmori im Tokioter Stadtbezirk Ōta in Japan 1879 war die Geburtsstunde der japanischen prähistorischen Archäologie. Er untersuchte auch die unterschiedliche Artenzusammensetzung und versuchte, sie zu einer Umweltrekonstruktion zu nutzen. Genannt sei auch Heinrich von Siebold (1852–1908), der zeitgleich in Ōmori Grabungen durchführte und in Rivalität zu Morse stand. Bezüglich der Hypothesen zur Ethnogenese erwiesen sich Siebolds Annahmen später als richtig. 
Die Erforschung von shell middens an den Küsten Amerikas wurde durch die Køkkenmødding-Forschung in Dänemark angeregt. Erste Anfänge gab es schon im 19. Jahrhundert. Eine Veröffentlichung von W. H. Dall aus dem Jahr 1877 über seine Grabungen auf den Aleuten, bei denen er bereits Ansätze der Stratigraphie anwendete, fand noch keine Beachtung. Deshalb gilt die Grabung von Max Uhle (1856–1944) im Jahre 1902 an einem Muschelhaufen in Emeryville, Kalifornien als erste echte stratigraphische Ausgrabung in Amerika. Weitere Grabungen fanden kurz danach insbesondere in Florida und im Südosten Nordamerikas statt, weiterhin in Nova Scotia, auf den Aleuten und an der brasilianischen Küste.

## Natürlich entstandene Muschelanhäufungen
Muschelhaufen können durch Stürme entstehen, wenn lebende und tote Muscheln der Gezeitenzone oder tieferer Bereiche an den Strand gewaschen werden. Anthropogene Muschelhaufen können von Stürmen redeponiert werden.
Auch Vögel tragen (kleinere) Muschelhaufen zusammen. Hier sind besonders Austernfischer und Möwen zu nennen. Mehrere australische Vogelarten wie das Rotbein-Großfußhuhn (Megapodius reinwardt) und das Thermometerhuhn (Leipoa ocellata) aus der Familie der Großfußhühner tragen Muscheln um ihre Nester zusammen. Diese Ansammlungen können über zehn Meter hoch werden.

## Datierung
Die ältesten Muschelhaufen, die Steinwerkzeuge enthielten, stammen aus Terra Amata bei Nizza und sind ca. 400.000 Jahre alt. Muschelhaufen aus der Höhle von Pinnacle Point am Indischen Ozean in Südafrika wurden auf ein Alter von 164.000 Jahren datiert. Eine intensivere Nutzung mariner Ressourcen scheint im letzten Interglazial einzusetzen, doch sind unsere Kenntnisse durch Veränderungen des Meeresspiegels im Gefolge der Eiszeiten naturgemäß eingeschränkt.
Lewis Binford postulierte eine revolutionäre Verbreiterung der Ernährungsgrundlagen zu Beginn unseres Interglazials (Broad Spectrum Revolution), seine Thesen fanden aber wenig Anhänger. Eine Überprüfung etwa durch Isotopenanalysen steht aber noch weitgehend aus. In Nordafrika fällt der Beginn der Aufhäufung von Muschelhaufen ins ausgehende Paläolithikum (Capsien).
Mit dem Beginn des Neolithikums scheint die Nutzung mariner Ressourcen in Nordwesteuropa insgesamt zurückzugehen. Muschelhaufen wurden aber auch im Neolithikum noch neu angelegt. Für den Køkkenmøddinger von Ponta da Vigia in Portugal wurde ein Datum von etwa 6.730 v. Chr. ermittelt. Aus Schottland sind außer mesolithischen auch glockenbecherzeitliche und piktische Muschelhaufen bekannt, aus Irland frühmittelalterliche und aus Dänemark wikingerzeitliche.
Die Sambaquis genannten Muschelhaufen Brasiliens entstanden zwischen 5000 und 1000 v. Chr.

## Verbreitung
Im europäischen Raum sind Muschelhaufen an der Atlantikküste von Irland bis Portugal (Concheiros von Comporta), im westlichen Schottland und in Dänemark verbreitet. Ausgegrabene Plätze in Jütland sind u. a.:
- Åle
- Bjørnsholmfjord (von 5050–4050 v. Chr. genutzt)
- Ertebølle
- Havnø
- Krabbesholm
- Mosegården
- Norsminde
- Visborg

Ferner sind sie bekannt aus:
- Asien
  - Philippinen (Lal-lo und Gattaran)
  - Indonesien (Aceh)
  - Malaysia
  - Japan
- Afrika
  - Mosambik
  - Im Saloum-Delta in Senegal sind die Muschelhügel, die vielfach von Grabhügeln überlagert sind, als UNESCO-Weltkulturerbe anerkannt
  - Südafrika (Transkei)
- Amerika
  - Südliche Brasilienküste, vor allem Paraná und Santa Catarina (Sambaqui-Kultur)
  - Kanada (British Columbia)
  - Ecuador
  - den Karibischen Inseln
  - Peru
  - USA (Aleuten, New Jersey, Florida)
- Australien, an allen Küsten
  - Weipa, Queensland[8]

## Form und Zusammensetzung
Die Abfallhaufen können aus den Schalen von Austern, Miesmuscheln, Napfschnecken und anderen Schalentieren bestehen, aber auch mit Abschlägen oder Geräten aus Feuerstein durchsetzt sein. Manche Muschelhaufen enthalten auch Herdstellen, Holzkohle, Keramik und menschliche Skelettreste. In Ertebølle selber wurden etwa Schlagplätze für Feuerstein nachgewiesen.
Am Cabeço da Arruda (Portugal) wurden die Skelette von 45 Individuen gefunden. Die Abfallhaufen des Capsien sind 10–15 m lang und können 3 m hoch sein. In Constantine, Algerien, wurde ein 100 m langer, 50 m breiter und 2,5 m hoher Abfallhaufen gefunden.

## Bedeutung und rituelle Nutzung
Während die mesolithischen Muschelhaufen Europas zunächst aus Abfällen der Nahrungsbereitung entstehen, können sie als Ort regelmäßiger, insbesondere saisonaler Zusammenkünfte einen rituellen Charakter bekommen. Eine solche Rolle kann insbesondere dort angenommen werden, wo im Inneren der Muschelhaufen Bestattungen vorgenommen wurden, wie es in Indian Knoll, Kentucky, USA oder an der Bucht von San Francisco, Kalifornien, USA im großen Maßstab der Fall war. In diesen Fällen werden rituelle Zusammenhänge zwischen der Bestattung von Angehörigen der Sippe und der Wiederkehr von Nahrungsgrundlagen sowie Festessen als Teil der Bestattungsriten angenommen. Eine besondere Rolle von Muschelhaufen und ähnlichen dauerhaften Resten von Nahrungsmitteln hätten auch in einer Kultur, die sonst keine Abfälle kennt, einen anderen Charakter gehabt, als es in unserer westlichen Kultur der Gegenwart der Fall sei.
Zusammenhänge zwischen Ritual und Nahrungsabfällen zeigen sich auch im seit rund 9000 Jahren bewohnten Siedlungsgebiet der Torres-Strait-Insulaner. Bei ihnen sind über lange Zeiträume stark strukturierte Haufen von Nahrungsresten aus Muschelschalen und Knochen von Dugong erhalten und konnten unter Beteiligung heutiger Torres-Strait-Insulaner ausgegraben und untersucht werden. Dort wurden Bestattungen von Kindern in Dugong-Knochen-Haufen gefunden. Da in der Kultur der Insulaner Festessen eine besondere Bedeutung aufweisen, deuten die Bestattungen auf eine Zuordnung der Knochenhaufen mit Familienverbünden hin, die regelmäßig an ihren traditionellen Orten zur Feier zusammenkommen.

## Kongemose- und Ertebølle-Kultur
Die ersten erhaltenen Küchenabfallhaufen Nordeuropas stammen aus der Kongemose-Kultur (6000–5200 v. Chr.). Durch den eustatischen Meeresspiegelanstieg seit der letzten Eiszeit sind sie nur in Gebieten erhalten, wo sich das Land gehoben hat. Der Ende des 19. Jahrhunderts ausgegrabene Muschelhaufen von Ertebølle im nördlichen Jütland gab der spätmesolithischen/neolithischen Ertebølle-Kultur (5200–4000 v. Chr.) den Namen (eponymer Fundort). In Deutschland fand man um 1900 im Hafenbecken des Kieler Stadtteils Ellerbek zum ersten Mal Hinweise auf diese Kulturstufe. Da sie hier nicht im Kontext mit den in Skandinavien üblichen Muschelhaufen steht, spricht man in Schleswig-Holstein auch von der Ellerbek-Gruppe der Ertebølle-Kultur oder von der Ertebølle/Ellerbek-Kultur, in Mecklenburg-Vorpommern von der Lietzow-Gruppe oder Lietzow-Kultur (nach dem Fundplatz Lietzow-Buddelin auf Rügen). Ein etwa 8000 Jahre alter, nur 1,9 cm langer Angelhaken aus den Knochen eines Vogels, mit vier kleinen Rillen auf dem Schaft zur Befestigung einer Schnur, wurde im Jahre 1989 während der archäologischen Untersuchungen eines Wohnplatzes auf der Farm Roe, in der Gemeinde Bro Härnäset in Bohuslän, in einem Køkkenmødding gefunden. In Schweden sind bislang nur in Bohuslän Stellen bekannt, wo prähistorische Knochen erhalten blieben. Mit Haken dieser Größe hat man wahrscheinlich Aale oder Heringe gefischt.

## Rezente Muschelhaufen
Auch durch rezente Ausbeutung von Mollusken entstehen noch Muschelhaufen, so in Australien und der Transkei (Südafrika). Die Studien rezenter Jäger und Sammler, zum Beispiel durch Betty Meehan und Theresa Lasiak, geben wichtige Ansatzpunkte für die Interpretation archäologischer Befunde (Ethnoarchäologie).

## Rezente Nutzung
Prähistorische Muschelhaufen wurden abgebaut, um als Baumaterial, Dünger oder Hühnerfutter genutzt zu werden. Muscheln wurden auch häufig zu Kalk gebrannt, zerkleinerte Muscheln sind außerdem ein begehrter Zusatz zu Mörtel und Zement. In Frankreich werden die Muscheln der gegenwärtigen Austernfischerei als Dünger genutzt.